# Акупунктура говнета
Акупунктура говнета је четврти соло албум српског реп певача Ајса Нигрутина. Издат је 8. јуна 2015. и састоји се од 20 нумера.

## Списак нумера
- 1. Спушим сву вутру
- 2. Хербариум са петарлу цхибук
- 3. Гангста
- 4. Бед копи пиксле са Sky Wikluh,Бдат Џутим
- 5. Шишкова деоница са Еуфрат Курајбер,шишко,джале мц,борсх
- 6. Рођени у гету са Микри Маус
- 7. Цео дан блејим
- 8. Клап јор хендс еврибади
- 9. Нудистичка плажа са борсх
- 10. Баш мастер чавудин
- 11. Наишли пандури са ментол мен
- 12. Куглаш
- 13. Игор Кандутов
- 14. Ламбда сонда са криви растаман,босхита
- 15. Возим кола слоули боули(скит)
- 16. Сјајна рства са круг,петарлу цхибук,джале мц
- 17. Накалбуто са криви растаман
- 18. Убијмо делфине
- 19. Невина у лакат са криви растаман
- 20. Ласте са пола худа